# Энгельхольм
Энгельхольм (швед. Ängelholm) — город в Швеции, на северо-западе самого южного лена Швеции — Сконе, центр одноимённой коммуны.

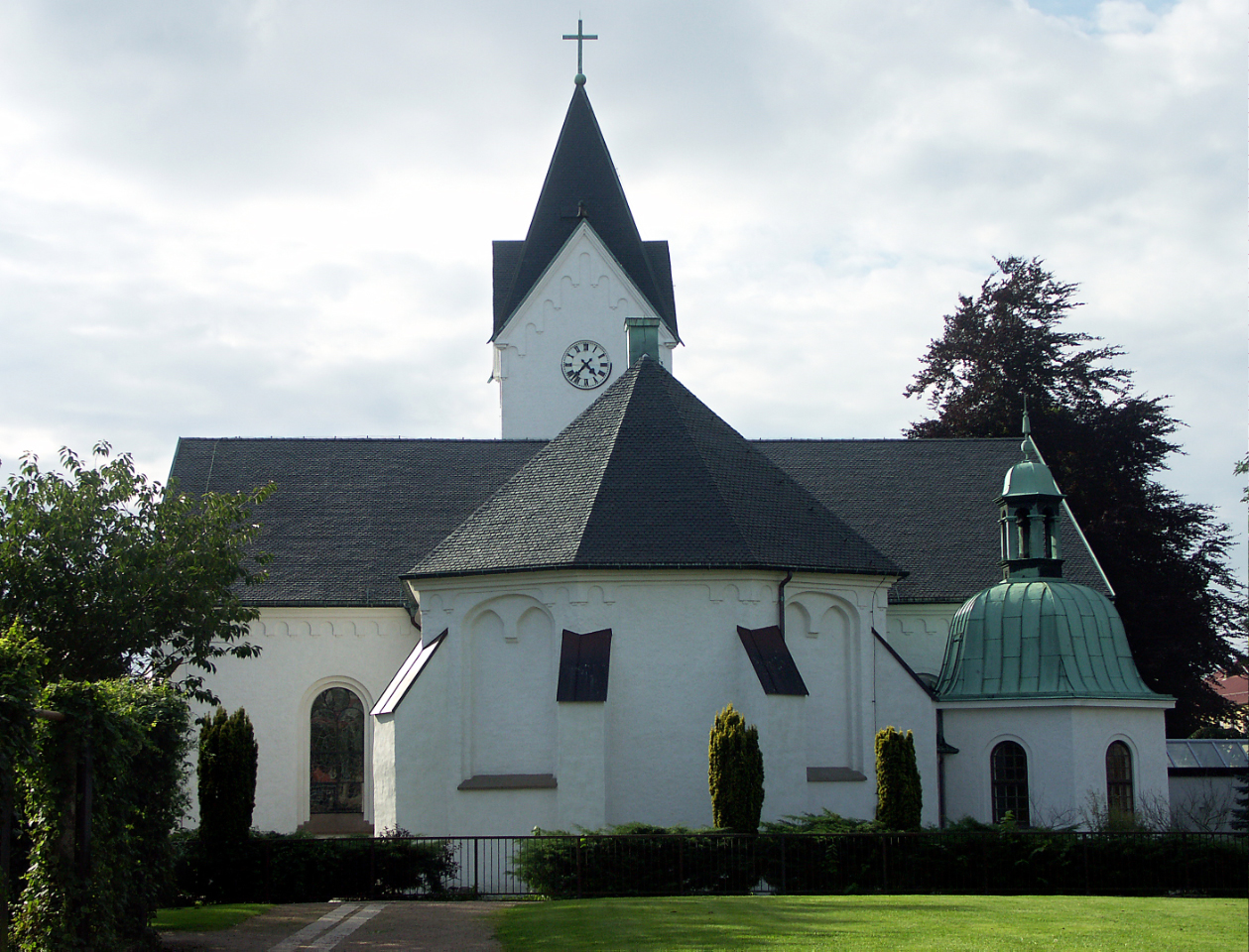
Церковь в Энгельхольме

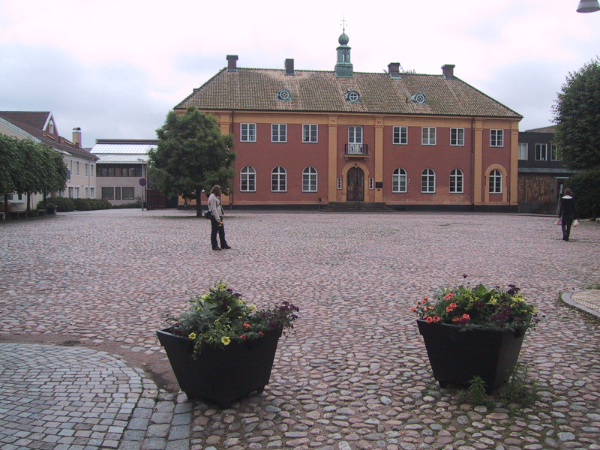
Старинное здание Энгельхольмского суда

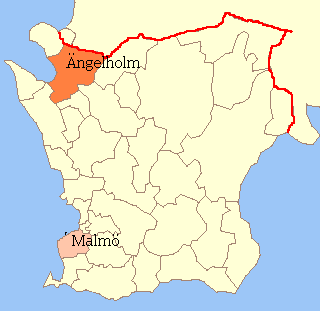
Энгельхольм и его муниципалитет

Энгельхольм — старинный город, один из 133 исторических городов Швеции.
Население — 22 532 человека в самом Энгельхольме (2005) и 38 682 в муниципалитете в целом (2006).
Город известен своим мороженым, автомобилями Koenigsegg и особыми свистковыми флейтами (разновидность окарины). Также Энгельхольм весьма привлекателен для туристов, так как имеет выход к морю. Сразу за городом начинается 6-километровая полоса песчаных пляжей.

## Спорт
В городе базируются футбольный клуб Энгельхольмс и хоккейный клуб Рёгле.

## Города-побратимы
- Добеле, Латвия